# Katolicki Dom Kultury im. Księdza Kardynała Adama Sapiehy
Katolicki Dom Kultury im. Księdza Kardynała Adama Sapiehy, znany również jako KDK – katolicki dom kultury współpracujący z parafią św. Kazimierza Królewicza w Krakowie. Oferuje on różnorodne formy zajęć z zakresu muzyki, plastyki, aktywności fizycznej, jak i wielu innych.
Numer RSPO (Rejestr szkół i placówek oświatowych) – 73890.

## Historia
W 1926 roku na terenie tego domu powstał ośrodek ludowy – Dom Ludowy na Grzegórzkach. Jego budowę zainicjował arcybiskup Adam Sapieha, z racji braku w pobliżu takiej placówki. Od 1939 do 1988 roku budynek ten był własnością władz świeckich. Zmieniał on właścicieli i przeznaczenie. Po wielu latach starań, parafia odzyskała budynek w stanie ruiny. Miał tam powstać dom katechetyczny, lecz po powrocie nauczania religii w szkole, w 1999 roku, powrócono do dawnej idei tego miejsca. Od 10 maja 2004 roku oficjalnie nazwano ten ośrodek Katolickim Domem Kultury im. Księdza Kardynała Adama Sapiehy.

## Wygląd
Jest to trzykondygnacyjny budynek. Na parterze oraz pierwszym piętrze znajdują się sale oraz sekretariat KDK, natomiast na drugim piętrze plebania parafii św. Kazimierza Królewicza. Ma on osiem sal oraz aulę połączoną z salą gimnastyczną.

## Zajęcia
Dom kultury prowadzi zajęcia dla dzieci i młodzieży oraz osób dorosłych. Oferta zawiera m.in. naukę gry na instrumentach muzycznych, balet, teatr, taniec, śpiew, logopedię, gimnastykę oraz liczne warsztaty: plastyki, malarstwa i rysunku, naukę języków obcych, szycia na maszynie, rękodzieła, decoupage. Ponadto Katolicki Dom Kultury organizuje kolonie letnie.
W salkach KDK odbywają się również zajęcia organizowane bezpośrednio przez parafię św. Kazimierza:
- Katolicka wspólnota młodych
- Zebrania służby liturgicznej
- Zebrania scholki dziecięcej i scholi parafialnej